# Mbo Mpenza
Jérôme Mbo Mpenza (* 4. Dezember 1976 in Kinshasa) ist ein ehemaliger belgischer Fußballspieler auf der Position eines Stürmers.

## Karriere

### Verein
Der ältere Bruder von Emile Mpenza begann seine Profikarriere beim damaligen Zweitligisten KV Kortrijk. Dort stand er zwischen 1993 und 1996 unter Vertrag, ehe er im Sommer zu Excelsior Mouscron in die erste Liga wechselte. Für diesen gab er dann auch sein Debüt in der obersten belgischen Spielklasse in der Saison 1996/97. Er entwickelte sich auf Anhieb gut, wurde Stammspieler und erregte die Aufmerksamkeit der belgischen Top-Vereine. Nach nur einem Jahr bei Excelsior wechselte er zum Spitzenklub Standard Lüttich. Mit ihm erreichte er 1999 das Finale um den belgischen Pokal, musste sich aber mit 1:3 Lierse SK geschlagen geben. Nach zweieinhalb erfolgreichen Jahren verließ er die Roten und wechselte zum Januar 2000 in die erste portugiesische Fußballliga zu Sporting Lissabon. Allerdings konnte er sich hier nicht durchsetzen und so kam es, dass er im Spielertausch für ein halbes Jahr zu Galatasaray Istanbul in die erste türkische Liga wechselte. Im Winter der Saison 2001/02, wechselte er zurück nach Belgien, wieder zu seinem Heimatverein Mouscron, wo er seine alte Form fand. Von 2004 bis 2008 spielte er beim belgischen Rekordmeister RSC Anderlecht. Mit ihnen gewann er 2004, 2006 und 2007 die belgische Meisterschaft sowie 2008 den belgischen Pokal. Nach dem Gewinn des Pokals wechselte der Stürmer im Juli 2008 zum griechischen Verein AE Larisa. Schon beim Wechsel war bekannt, dass sich Mpenza mit einer hartnäckigen Verletzung herumschlug. Nach einem halben Jahr ohne Einsatz entschied er sich für das Ende seiner aktiven Profikarriere.

### Nationalmannschaft
Mpenza bestritt für Belgien 56 Länderspiele und erzielte dabei drei Tore. Er war Teilnehmer der WM 1998, der EM 2000 und der WM 2002. Bei der WM '98 in Frankreich wurde er in allen drei Vorrundenspielen seiner Mannschaft eingewechselt. Zwar verloren die Belgier kein Spiel, verpassten aber mit nur drei Punkten den Einzug in die nächste Runde. Bei der EM zwei Jahre später, im eigenen Land, kam Mpenza nicht an Luc Nilis, Branko Strupar und seinem Bruder Emile Mpenza vorbei und kam so nur zu einem Kurzeinsatz gegen Italien. Wieder scheiterten die Auswahlkicker in der Vorrunde. 2002 bei der Weltmeisterschaft kam er wieder zu mehr Einsätzen und war hinter Wesley Sonck die Nummer 2 im Sturm Belgiens.